# Annette Schwarz
Annette Schwarz (rođena kao Annette Schönlaub, 26. ožujka 1984. u Njemačkoj) je njemačka pornografska glumica i fetiš model.

## Životopis
Schwarz je započela svoju pornografsku karijeru u dobi od 18 godina, preselivši se u München gdje je radila u filmovima Johna Thompsona - GGG i 666. Nakon nekoliko godina rada s Thompsonom započela se pojavljivati u produkcijama kuća Private, Evil Angel, Red Light District i drugih studija. Smatra se biseksualkom.
Uz glumu u filmovima također je vlasnica vlastite produkcijske kompanije za odrasle od 2006. godine. Potpisala je za studio Evil Angel 2007. godine, a na dodjeli nagrada AVN-a je izjavila: "Još nekoliko godina želim biti porno glumica nakon čega bih htjela oformiti svoju vlastitu produkciju tako da ne izgledam više kao 40-godišnjakinja s 25 godina starosti."
Njezine specijalnosti u pornografskim filmovima su duboko grlo (deepthroat), iz guze u usta (ass to mouth) i konzumiranje urina (piss drinking).

## Nagrade
- 2008 XRCO nagrada – Najbolja kuja (Superslut)[5]
- 2008 AVN nagrada – Najbolja scena grupnog seksa za film Fashionistas Safado: Berlin[6]
- 2009 AVN nagrada – Najbolja scena oralnog seksa za film Face Fucking Inc. 3[7]

## Vanjske poveznice
- Annette Schwarz – Official Website  Arhivirana inačica izvorne stranice od 13. veljače 2012. (Wayback Machine)
- Annette Schwarz – Official Hardcore Website
- Annette Schwarz – Official Blog
- Interview with Annette Schwarz  Arhivirana inačica izvorne stranice od 14. siječnja 2012. (Wayback Machine)
- Interview  Arhivirana inačica izvorne stranice od 13. veljače 2012. (Wayback Machine) with Sextrends.info, iz svibnja 2006.; intervju je na njemačkom jeziku
- Interview at LukeIsBack.com
- Annette Schwarz u internetskoj bazi filmova IMDb-u (engl.)